# Franck Verzy
Franck Verzy (Lyon, Francia; 13 de mayo de 1961 – 2 de julio de 2025) fue un atleta francés especialista en Salto de altura.

## Carrera
A nivel nacional fue campeón en 1982, 1984 y 1986; fijó el récord nacional en 2.28 metros en 1981, el cual batió cuando fue el primer saltador de Francia en superar la marca de 2.30 metros el 12 de julio de 1981 en el campeonato nacional en Montgeron.
Al año siguiente participó en el Campeonato Europeo de Atletismo en Pista Cubierta de 1982 en Milán, Italia donde finalizó en el puesto 20, y en el Campeonato Europeo de Atletismo de 1982 en Atenas, Grecia donde no pudo clasificar a la final.
En el año 1983 gana la medalla de bronce en los Juegos Mediterráneos de 1983 en Casablanca, Marruecos donde fue superado por Othmane Belfaa de Argelia (oro) y Bernard Bathorz de Francia (plata), mientras que en el Campeonato Mundial de Atletismo de 1983 en Helsinki, Finlandia no pudo avanzar a la final.
Su única aparición en los Juegos Olímpicos fue en la edición de Los Ángeles 1984 donde finalizó en el puesto 24 entre 31 participantes y no avanzó a la final.